# Марина Серра
Марина Серра (итал. Marina Serra) — небольшой итальянский курортный посёлок, расположенный вблизи города Триказе в провинции Лечче.

## Географическое расположение
Курорт расположен в южной части города Триказе на побережье. Это южная часть полуострова Саленто юг «каблука» Апулии. Город расположен на прибрежной дороге ведущей от Отранто к Леуке. Также он граничит с Триказе Порту. Посёлок расположен на 64 м над уровнем моря.
Для побережье характерен высокий и скалистый рельеф берегов, часто с камнями, нависающих над морем; полон небольших бухт, часто посещаемых туристами и местными жителями. Также в этом месте очень много гротов, доступных только с моря. В одной из бухт, которые усеивают побережье, есть небольшой рыболовецкий порт.

## Памятники и достопримечательности
В поселке находится старинная церковь Успения Богоматери.
Она основана в XVI веке. Для этой церкви характерно типичное для шестнадцатого века архитектура, предполагающая установку оборонительных сооружений машикулей на углах здания. Церковь и весь посёлок в те времена подвергался регулярным нападениям сарацин, поэтому были необходимы оборонительные сооружения. Алтарь Храма украшен неаполитанским художником Павлом Финоглио. Расположенные рядом пределы храма посвящены святому Себастьяну и святому Франческо ди Паола.
В Марине Серре располагается оборонительная башня Палани, которая является частью системы прибрежных башен полуострова Саленто, построенных в XVI веке. Башня и другие сооружения были призваны защищать побережье от сарацин и предупреждать ближайшие города Трикасе и Тиджиано об их набегах. Башня, построенная с из блоков песчаника, имеет вид слегка усечённой пирамиды. Эта башня была в визуальном контакте с башней Триказе Порто и с юга башни Nasparo.
На самом побережье Марина Серра находятся старинные сооружения, вырубленные в скале. Самое большое из них сейчас используется, как бассейн для купания. От этих сооружений остались стены, лестницы и основания комнат. Несколько ходов уходит под землю и приводит к морю. Некоторыми из этих сооружений в прошлые века пользовались монахи монастыря из Триказе для скрытых купаний и банных процедур.